# 豆子埔
豆子埔，原寫為豆兒埔，是台灣新竹縣竹北市的一個傳統地域名稱，也是該市行政中心所在地，位於全市東北部。相較於今日行政區，其範圍大致包括竹義里、福德里、竹仁里、竹北里不含北部台元附近地區。

## 歷史
台灣清治末期至日治前期，豆子埔地區為一街庄，稱為「豆兒埔庄」，隸屬於竹北一堡。該庄北及東北與番兒陂庄為鄰，東南與犁頭山庄、犁頭山下庄為鄰，南邊為安溪藔庄、斗崙庄，西邊為新社庄。
1901年（日治明治三十四年）11月，全台廢縣廳改設二十廳，該庄隸屬於新竹廳。1909年（明治四十二年）10月，合併二十廳為十二廳，該庄隸屬不變。1920年（大正九年），廢十二廳改設五州二廳，該庄改制並雅化為「豆子埔」大字，隸屬於新竹州新竹郡舊港庄。1941年（昭和十六年），舊港庄與六家庄合併成立竹北庄，本地區改隸之。
戰後竹北庄改制為竹北鄉，隸屬於新竹縣，大字亦改制為村。1950年桃、竹、苗分治，本地區隸屬不變。1988年，竹北鄉升格為竹北市，村亦改制為里。

## 交通
台鐵縱貫線是台灣西部縱向鐵路幹線，大致以東北—西南走向經過豆子埔地區中部偏西地帶，並於北部邊界處設有竹北車站。該站屬三等站，停靠部分自強號、莒光號列車及全部區間車，乘客藉此前往台鐵沿線各地。
中山高速公路（國道1號）又稱「中山高速公路」，是台灣西部最早興建的縱向高速公路，大致以縱向轉北北東—南南西走向蜿蜒經過本地區東部，境內未設交流道。南側竹北新市區光明六路交會口的竹北交流道即在不遠處，由此進入可快速前往南北各地。
省道台1線又稱「縱貫公路」，是台北至屏東楓港的傳統幹道，大致以縱向轉北北東—南南西走向轉經過本地區西部，向北可前往新豐、老湖口、楊梅等地，向南可前往新竹、香山、頭份等地。
縣道118號是舊港至羅浮的道路，也是鳳山溪流域的主要連絡道路，大致以西北－東南走向轉橫向經過本地區，向西北可前往新社、新庄子、舊港並止於縣道122號路口，向東可前往新埔、關西、馬武督、羅浮並止於省道台7線路口。

## 學校
- 竹北高中
- 義民高中
- 竹北國小
- 竹仁國小
- 中正國小